# Sverigedemokraterna

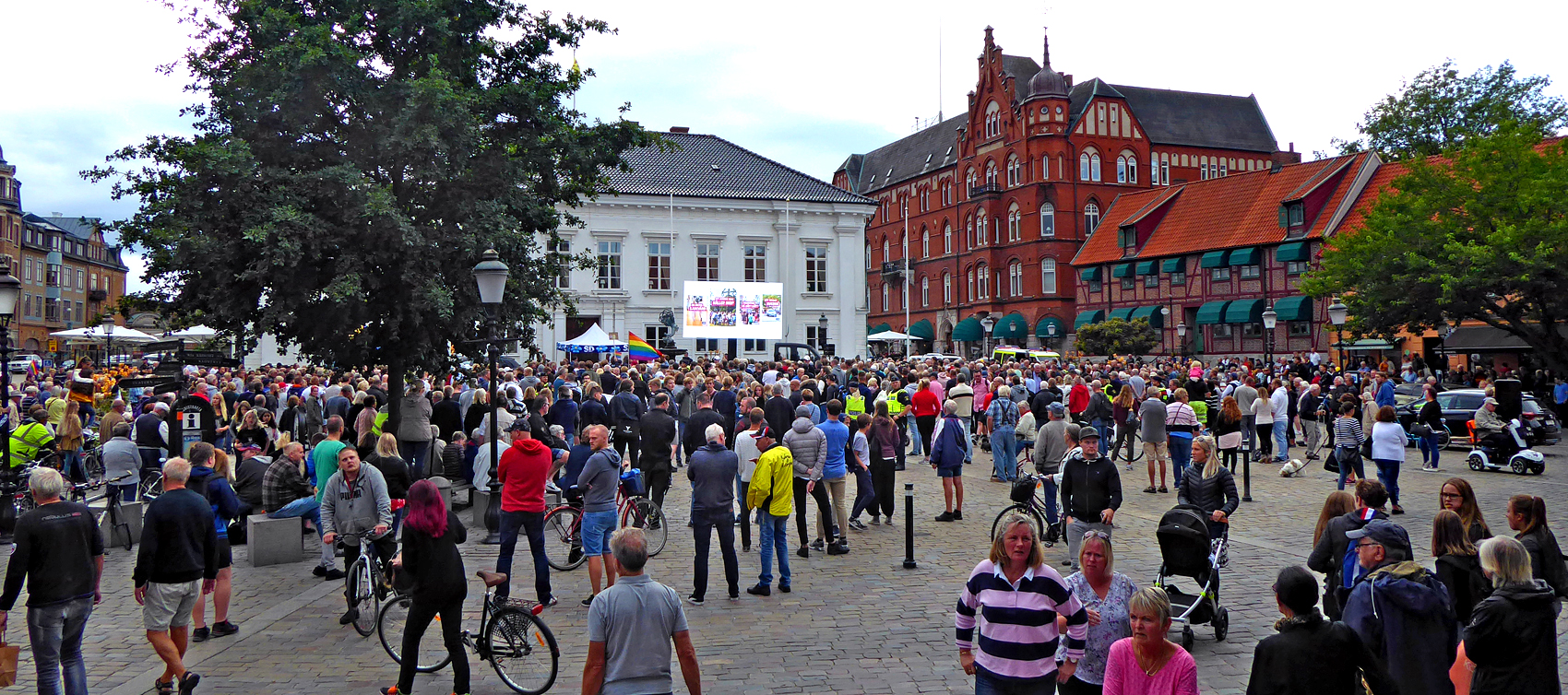
Jimmie Åkesson valtalar på Stortorget i Ystad 31 augusti 2018.

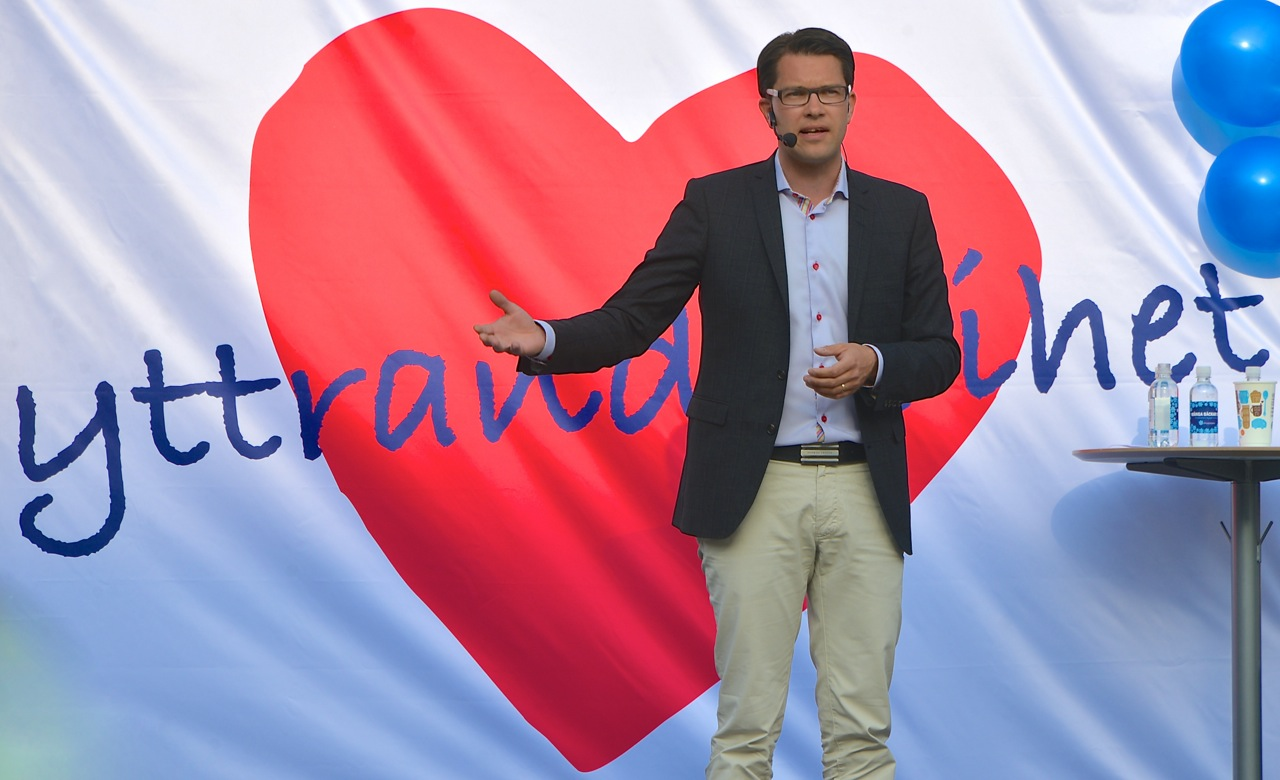
Jimmie Åkesson inför EU-valet 2014.

Sverigedemokraterna (SD) är ett nationalistiskt, socialkonservativt och högerpopulistiskt politiskt parti i Sverige. Partiet betecknar sig som socialkonservativt med en nationalistisk grundsyn. Partiet bildades 6 februari 1988. I riksdagsvalet 2010 tog partiet för första gången plats i riksdagen. Efter valet 2022 är Sverigedemokraterna riksdagens näst största parti samt största parti i regeringsunderlaget för regeringen Kristersson. Sverigedemokraterna har ett särskilt fokus på frågor som rör invandring, brottslighet, välfärd och bränslepriser. På partiets valsedlar anges partibeteckningen Sverigedemokraterna. Partiledare är sedan 2005 Jimmie Åkesson och gruppledare i riksdagen är sedan 2023 Linda Lindberg.

## Ideologi
Sverigedemokraterna betecknar sig som ett socialkonservativt parti med en nationalistisk grundsyn, som lägger stor vikt vid värdekonservatism och konservativa kulturella värden. Partiet vill värna om svenskheten och de svenska traditionerna, som partiet menar håller på att gå förlorade. För Sverigedemokraterna är den sociokulturella dimensionen i politiken central. Principprogrammet, i synnerhet versionen som gällde mellan 2011 och 2019, talar dessutom om hur biologiskt arv, och den nedärvda essens som kan utmärka folkgrupper, har betydelse för gruppens kultur, och att nationell kulturell särart endast kan förändras mycket långsamt, jämför essentialism. Programmet betecknar partiets nationalism som ickerasistisk.
Kritiker menar att partiet försöker framstå i god dager och som ett "vanligt parti", men att de bakom fasaden har en mer problematisk eller farlig ideologi där färgen "brun" stundtals använts. Andra menar att forskningen om partiet varit politiskt färgad och att påståendena om att partiet är ett hot mot den liberala demokratin är överdrivna. Vissa debattörer menar även att partiets ideologi förändrats över tid och att den blivit mer tvetydig och svårdefinierad.
Invandringspolitik är en av Sverigedemokraternas kärnfrågor. Partiet är mycket kritisk mot det mångkulturella samhället som de menar hotar det nationella arvet och den svenska kulturen. Partiet kräver en kraftigt begränsad invandring och att de invandrare som bor kvar i Sverige själva assimilerar sig (genom en process mot fullständig anpassing till svensk kultur) och är emot integration. Partiet har i budgetförhandlingar krävt stora besparingar i integrationspolitiken för att de ska stödja budgeten.
Värderingsmässigt har partiet inspirerats av nationalkonservatismen. Inom familjepolitiska frågor har partiet tidigare sett försvaret av den heterosexuella kärnfamiljen som viktig. Numera[när?] är partiet däremot för att homosexuella ska få adoptera och gifta sig. Partiets syn på kriminalpolitik anses också ha påverkats av nationalkonservatismen med krav på hårdare straff och en mer repressiv rättsstat för att skydda svenska medborgare.
Sverigedemokraternas ideologi där kulturella värdefrågor är överordnade rent materiella överväganden gör att partiet betecknas som "kulturalistiskt". Det är ett relativt nytt inslag inom svensk politik där konflikten sedan demokratins införande i början av 1900-talet varit fokuserad på socioekonomiska frågorna, det vill säga materialistiska frågor om ekonomisk tillväxt och fördelningspolitik.
Partiet har betoning på skattesänkning, men också på statens ansvar för allt från försvarspolitik till äldreomsorg, pensioner, sjukvård och skola. Partiet förespråkar en stark välfärdspolitik för svenska medborgare, med minimala integrationssatsningar, och betonar också att samhället har begränsade resurser. Sverigedemokraterna ser därför en stark motsättning mellan invandringen, som de menar har blivit alltför stor, och välfärden (välfärdschauvinism). Samtidigt som partiet lyfter fram och ger staten en betydande roll i samhällsekonomin har dess ekonomiska politik inte någon framskjuten position. 
På GAL–TAN-skalan ger en europeisk forskargrupp partiet en ytterlighetsplacering som mer traditionellt, auktoritärt och nationalistiskt, och mindre grönt och frihetligt, än övriga riksdagspartier, jämförbart med Front National i Frankrike. På den ekonomiska höger–vänster-skalan ger forskargruppen partiet en center-högerposition, mellan socialdemokraterna och de borgerliga partierna. På den generella höger-vänsterskalan har partiet en högerposition mellan kristdemokraterna och moderaterna, både enligt forskarnas bedömning och väljarnas. Partiet har varit villigt att samarbeta med ett center-högerblock.
SVT:s vallokalsundersökning har bland annat frågat väljare i EU-valen hur de placerade sig själva på höger-vänsterskalan. År 2014 betraktade sig 44 procent av Sverigedemokraternas väljare som höger, 40 procent som mitten och 16 procent som vänster. Fram till år 2024 ökade andelen som svarade höger till 73 procent samtidigt som andelen som såg sig själva som vänster minskade till 6 procent. Andelen sverigedemokratiska väljare som placerade sig själva i mitten av skalan var det året 21%. Under de tio åren mellan 2014 och 2024 förändrades alltså de sverigedemokratiska väljarnas syn på sig själva från ungefär lika mycket höger som mitten till en tydlig dominans för höger.

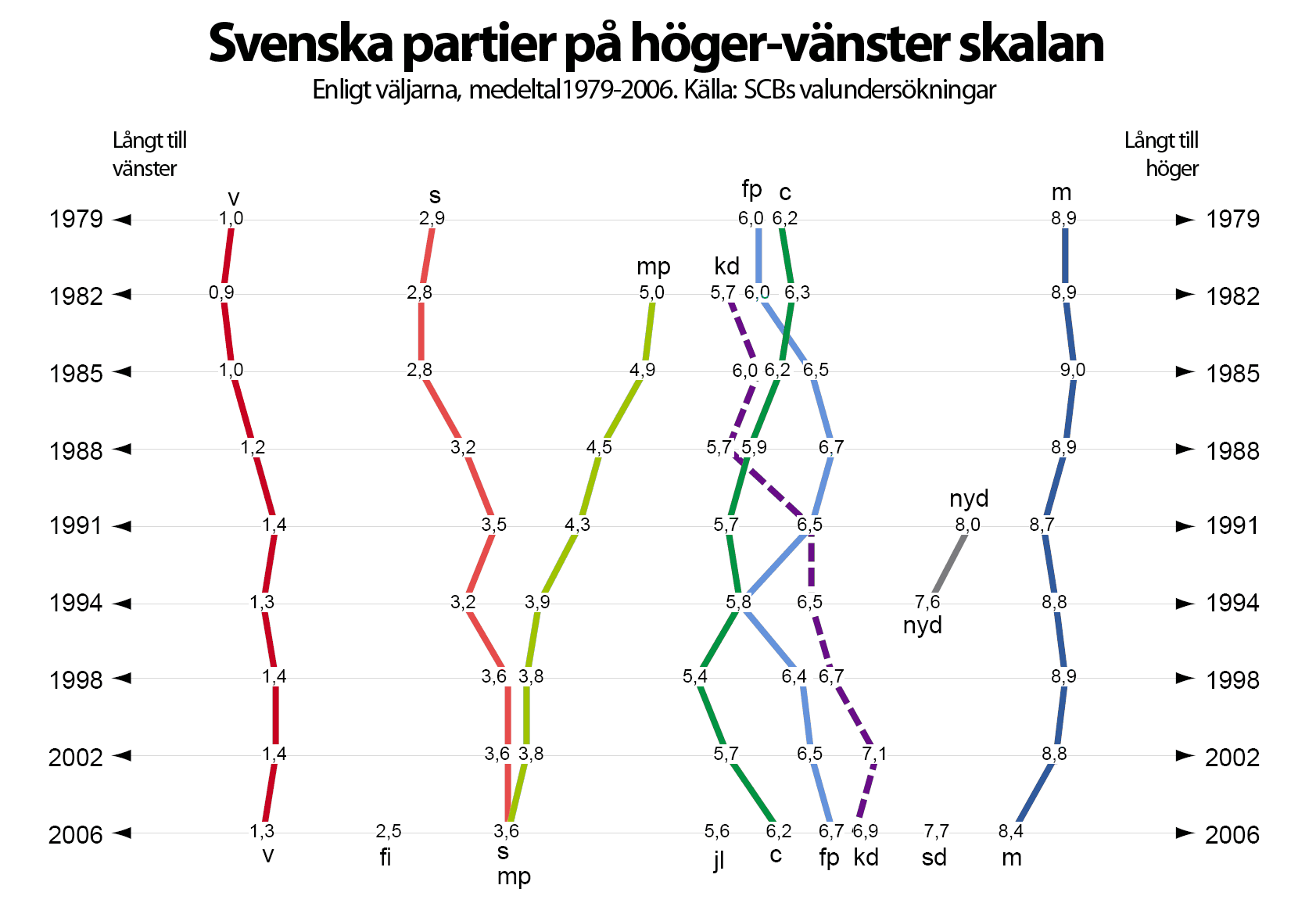
Sveriges politiska partier på den generella höger-vänster-skalan enligt väljarna, 1979–2006

I en undersökning 2016 bedömdes Sverigedemokraternas riksdagsledamöter stå närmare den borgerliga alliansen i 44 procent av sakfrågorna och närmare de rödgröna i 25 procent av frågorna.  SD:s gruppledare Mattias Karlsson konstaterade 2017 att partiet står i mitten när det gäller fördelningspolitik och synen på välfärdsstaten, men till höger om mitten i vissa värdefrågor som försvars- och invandringspolitik. Statsvetenskapsprofessorn Henrik Ekengren Oscarsson publicerade 2016 en liknande slutsats om partiets väljarbas.
Sverigedemokraternas ståndpunkter inom kultur och moraliska värderingar har beskrivits som tillhörande den auktoritära högern. Partiet har av bland andra sociologen Jens Rydgren beskrivits som främlingsfientligt och högerpopulistiskt.

## Politiskt program
Enligt Sverigedemokraterna själva prioriterar partiet fyra områden (mars 2023): migrationspolitik, rättspolitik, bränslepriser och välfärd.

### Ekonomi och skatter
Partiet vill ha lägre skatter på kapital, lägre inkomstskatter, slopad förmögenhetsskatt, sänkt fastighetsskatt och slopad reavinstskatt vid försäljning av aktier och egendom och högre arbetsgivaravgift generellt. Man är emot Ekonomiska och monetära unionen och vissa av villkoren för frihandel. Sverigedemokraterna vill att staten ska uppmuntra svenskt ägande och menar att staten bör äga företag viktiga för nationen, som företag som äger mycket svensk mark, gruvföretag och producenter av infrastruktur, energi och försvarsmateriel.

### Europeiska unionen
Efter att tidigare ha varit motståndare till Europeiska unionen, slopade partiet utträdeskravet 2019, och de vill nu istället reformera EU. Sverigedemokraterna menar att EU borde reformeras i en mer mellanstatlig riktning, där medlemsländerna återtar kontrollen över vissa politikområden. Man menar att EU-samarbetet borde fokusera på bland annat den inre marknaden, samarbete kring gränsskydd och bekämpande av illegal migration, medan frågor som skatt, välfärd och utbildning hålls på nationell nivå. Om detta i framtiden inte skulle visa sig möjligt överväger partiet att eventuellt verka för ett utträde.
Under EU-valet 2024 gick partiet till val på fyra huvudfrågor: att säkra Europas gränser, att "EU ska inte röra vårt snus", att "EU ska inte styra över svensk jakt" och att "EU ska inte förstöra vår bilkultur". Av EU-motståndare kritiserades Sverigedemokraterna för att ha övergett sina EU-kritiska väljare för att istället "stå med mössan i hand nere i Bryssel" när de begär undantag från olika EU reglementen.
SD vill att Sverige ska behålla kronan som valuta och begära ett permanent undantag från EU:s krav att på sikt gå med i euro-samarbetet.

### Familjepolitik, jämställdhet och HBTQ+
Sedan landsdagarna 2019 är partiet förespråkare för den rådande svenska abortlagstiftningen, efter att tidigare ha drivit linjen att gränsen för fri abort skulle sänkas till den tolfte graviditetsveckan i stället för den nu gällande artonde veckan. På samma landsdagar tog partiet också ställning för att samkönade par ska få adoptera, vilket man tidigare varit motståndare till.
Sverigedemokraterna vill införa ett förbud mot manlig omskärelse av omyndiga pojkar som görs av andra än medicinska skäl. Partiet argumenterar med hänvisning till barnkonventionen och barns rätt till respekt för sin fysiska integritet. Partiet menar också att religiöst motiverad omskärelse, som enbart ska få utföras på dem som uppnått myndighetssålder och som kan samtycka till ingreppet, inte ska ekonomiskt belasta den allmänna sjukvården.
Genusforskarna Karlberg, Korolczuk och Sältenberg framhåller att politiker från Sverigedemokraterna är bland de främsta aktörerna bakom spridningen av antigenderdiskurser i Sverige.

### Hälsa och sjukvård
Partiet vill satsa på barn- och ungdomspsykiatrin och utöka antalet vårdplatser på landets akutmottagningar. Sverigedemokraterna vill även avskaffa rätten till annat än akut sjukvård för personer som vistas i Sverige utan tillstånd.

### Jord- och skogsbruk
Partiet vill inrätta en djurskyddspolis och skärpa straffen för djurplågeri samt på sikt införa en ersättning för de merkostnader som kommer med högre krav på djurskydd och djurvälfärd gentemot andra länder inom EU. Sverigedemokraterna ställer sig också kritiskt till avlivning genom avblodning utan bedövning, pälsindustrin och vill förbjuda import av varor som strider mot intentionerna med den svenska djurskyddslagstiftningen.

### Kyrkopolitik
Trots att relativt få av partiets medlemmar och väljare i riksdagsvalet är regelbundna kyrkobesökare vill partiet prioritera kyrkovalet. (4 procent av regelbundna kyrkobesökare röstade på SD i 2014 års riksdagsval, 9 procent år 2018 och 14 procent 2022.) 
För att värna svenskt kulturarv vill partiets kyrkopolitiska förbund Sverigedemokrater i svenska kyrkan i kyrkovalet slå vakt om luthersk tradition och motverka sekulär partipolitisk styrning och kulturradikal omvandling av den svenska kyrkan. Förbundet vill också ytterligare stärka Svenska kyrkans ställning i samhället, och har tidigare haft som mål att Svenska kyrkan återigen skall bli en statskyrka. Partiets linje har sedan ändrats till att Svenska kyrkan bör ha en särställning i det svenska samhället. Partiledaren Jimmie Åkesson har i en intervju sagt att han vill slå vakt om kristendomen som normsystem, dock utan att vara överens med kyrkoledare om att kristna värderingar innebär internationalism och generositet mot flyktingar. Istället strävar förbundet efter en fosterlandsvänlig förkunnelse. Vidare är förbundet skeptisk till vissa former av interreligiös dialog med muslimska ledare i Sverige och vill att dialogen ska ske genom att kyrkan är mer offensiv i sin inhemska mission gentemot muslimer, och tydligare tar ställning för kristna som utsätts för religionsförföljelse och hatbrott i Sverige och världen.

### Migration

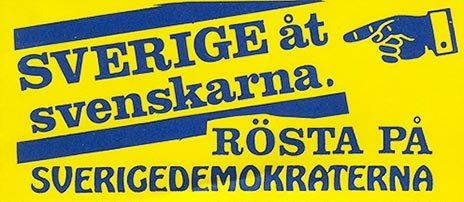
Klistermärke som har spridits av Sverigedemokraterna

Sverigedemokraterna kritiserar det mångkulturella samhället och betonar i stället värnande av det nationella arvet. Man vill se ett stärkande av den svenska kulturen och ställer krav på att invandrare assimileras i stället för att integreras. De motsätter sig inte invandring i sig, men menar att den ska hållas på en nivå så att det inte "hotar nationella identiteten, landets välfärd eller trygghet".
Man vill öka undervisningen om svensk historia i skolan, avskaffa modersmålsundervisningen och att det svenska kulturarvet ska synliggöras mer i det offentliga än idag. Partiet vill slopa allt stöd till invandrarföreningar och liknande verksamheter.
Sverigedemokraterna vill införa förbud för vissa religiösa huvudbonader (heltäckande muslimsk slöja) på alla offentliga platser och muslimsk slöjförbud i den svenska skolan (vad gäller omyndiga elever i skolan), samt mot halal- och kosherslakt. De vill också att lovdagar i anslutning till religiösa högtider även framgent bara ska omfatta traditionellt svenska och kristna högtider. Ledande partiföreträdare har också i olika sammanhang uttalat sig mot moskéer på svensk mark och förbud mot böneutrop.
Partiet vill ha minskad invandring, speciellt från vad man kallar "kulturellt avlägsna" länder. Tillfälliga arbetstillstånd för arbetskraftsinvandrare ska kunna tilldelas arbetstagare med kompetens som omöjligen går att finna i Sverige.
Partiet vill även att antalet asylsökande som beviljas uppehållstillstånd ska sänkas till ett minimum. Partiet vill att kraven för medborgarskap ska höjas (att det ska krävas tio års boende i landet), dubbla medborgarskap ska vara omöjligt och medborgarskapsprov ska införas. Medborgare som fått medborgarskap på falska grunder ska kunna förlora detta och utvisas. Partiet var förut emot utomeuropeiska adoptioner, men bytte ståndpunkt i frågan år 2002.
Partiet vill begränsa anhöriginvandring till att ge uppehållstillstånd endast för makar och barn. De vill införa ett försörjningskrav baserat på ett prisbasbelopp för att härboende skall få ta hit sin make eller maka.
Partiet såg år 2009, enligt Jimmie Åkesson, islam som ett hot mot det svenska samhället där han ansåg att "dagens mångkulturella svenska maktelit är så totalt blind för farorna med islam och islamisering". Han ansåg därför att "Om vi vill slå vakt om de värderingar som är förhärskande i Sverige måste därför den muslimska invandringen stoppas."
Utifrån en analys av partiets invandrarpolitik år 2012 kom den statliga utredningen "Utredningen om ett effektivare arbete mot främlingsfientlighet" fram till att det är att betrakta som ett främlingsfientligt parti som ger uttryck för en etnopluralistisk hållning. Denna slutsats har även gjorts inom forskning.

### Miljö
I officiellt informationsmaterial och motioner förnekar inte partiet klimathotet. Partiet vill därför verka för att bevara och utveckla kärnkraften, och för att EU:s system för utsläppshandel sprids globalt. Sverigedemokraterna är dock det enda parti som röstade nej i riksdagen till att Sverige skulle vara med i Parisavtalet 2015, och Jimmie Åkesson ville 2017 att Sverige skulle lämna Parisavtalet med hänvisning till att Sverige har gjort tillräckligt. Flera företrädare för partiet har uttryckt klimatskepticism, och den klimatskeptiske debattören Lars Bern har hjälpt partiet att utforma sin klimatpolitik. Några ur SD:s riksdagsgrupp svarade i en undersökning genomförd av SVT 2022 att de inte håller med om att världen står i brand och att det pågår en klimatkris samtidigt som partiledaren Åkesson sade att han inte sett något vetenskapligt stöd för att det här och nu skulle pågå en klimatkris. Partiet vill skära ned budgeten på området, begränsa SMHI:s budget på grund av myndighetens opinionsbildande roll kring klimathotet, och riva upp flygskatten. Partiets nuvarande[när?] klimat- och miljöpolitik avviker från övriga riksdagspartiers som mindre ambitiös, enligt flera utomstående bedömare.
I första partiprogrammet från 1989 profilerade sig partiet som ett närmast radikalt miljöparti med ekologiskt medvetande, låga gränsvärden för miljöfarliga utsläpp och straffavgifter för all miljöskadlig verksamhet i programmet.

### Näringsliv och arbetsmarknad
Partiet vill reformera LAS så fler personer kan undantas från turordningsreglerna. Man vill också riva upp reglerna för arbetskraftsinvandring och verka för ett avskaffande av påverkan från EU över svensk arbetsmarknadspolitik. Vidare vill man att instegsjobb för invandrare skall avskaffas och asylsökande skall heller inte kunna arbeta från dag ett. Partiet vill också förbjuda alla former av positiv särbehandling samt etnisk kvotering på arbetsmarknaden. När det gäller EU är man emot fri rörlighet för arbetskraft, men man är för när det gäller de nordiska länderna.

### Rättsväsende
Sverigedemokraterna vill införa straffskärpningar för grova och upprepade brott. Preskriptionstiden för grov brottslighet mot liv och hälsa ska avskaffas. Partiet vill införa verkliga livstidsstraff. Skadeståndet till brottsoffer ska höjas och garanteras av staten. De vill även införa åtgärdsprogram mot våldtäkter och andra former av sexuellt våld och införa ett register över pedofiler och upprepat dömda sexualbrottslingar. Sverigedemokraterna vill också göra sexköpslagen mer effektiv samt införa fängelse som minimistraffet för grovt köp av sexuell tjänst samt köp av sexuell handling av barn. De vill också stärka gränsskyddet.

### Skola, utbildning och forskning
Huvudmannaskap: Sverigedemokraterna vill centralisera den svenska skolan med ett statligt huvudmannaskap för alla årskurser. De anser att kommunaliseringen av gymnasieskolan i Sverige som infördes 1991 försämrade skolans kvalité.
Friskolor: Sverigedemokraterna ställer sig kritiskt till vad man ser som en överetablering av friskolor och förordar ett system där det måste finnas ett påvisbart behov av den utbildning som en friskola avser att ge, till exempel en viss pedagogisk profil eller språkskola, för att en friskola ska få starta. Sverigedemokraterna vill därför att kommunerna ska ha vetorätt mot startandet av nya friskolor.
Sverigedemokraterna ville tidigare införa ett förbud mot uttagning av vinster ur friskoleverksamheter, då "det är oacceptabelt att skattepengar avsedda för skolundervisning slussas över till aktieägare", och att det går "utmärkt" att driva en friskola utan att ta ut vinst. De påpekade att många väljare delar denna uppfattning, och citerar en undersökning där 83 procent av de intervjuade väljarna ansåg att en eventuell vinst bör återinvesteras i skolan eller återbetalas till kommunen. År 2015 svängde partiet i frågan och de är nu positiva till vinstuttag från kommunalt bekostade skolor.
Betyg: Partiet vill ha betyg från årskurs 4.
Skoluniform: Sverigedemokraterna vill införa obligatorisk skoluniform för alla svenska barn.

### Utrikespolitik
Sverigedemokraterna var länge negativt inställda till ett svenskt medlemskap i Nato, men efter Rysslands invasion av Ukraina i februari 2022 ändrade partiet hållning och stödde ett svenskt medlemskap om även Finland blev medlemmar. 
I Europaparlamentet var Sverigedemokraterna 2019–2022 det svenska parti som var mest Rysslandskritiskt, och partiets parlamentariker hade röstat för de mer kritiska alternativen i 93,7 procent av fallen. 2014–2019 var dock två av partiets Europaparlamentariker de som röstade mest Rysslandsvänligt. Först 2022 inleddes en "storstädning" mot partiets företrädares Rysslands- och Putinvänliga hållning.

### Välfärd och äldreomsorg
Partiet vill sänka skatten för pensionärer, öka antalet trygghetsboenden och anslå resurser till kommunerna för bättre mat inom äldreomsorgen.

## Historia

### Sammanfattning
Sverigedemokraterna bildades 6 februari 1988 i Stockholm. Bland partiets grundare och tidiga medlemmar fanns vissa medlemmar tidigare verksamma i högerextrema och nazistiska partier och organisationer som Framstegspartiet (FsP), Sverigepartiet (SvP) och Bevara Sverige Svenskt (BSS). I partiprogrammet antaget 1989 skriver partiet "Vi tror att en nationellt inriktad politik är lösningen på många av de problem som Sverige har idag."
I slutet av 2011 ändrade partiet sin ideologiska profil genom att i första hand beskriva sig som "ett socialkonservativt parti med en nationalistisk grundsyn" från att tidigare ha beskrivit sig som "ett demokratiskt, nationalistiskt parti". Genomgripande frågor för partiet är enligt detsamma bekämpning av brottslighet och en restriktiv flykting- och invandringspolitik. I den statliga utredningen "Utredningen om ett effektivare arbete mot främlingsfientlighet" betecknades partiet 2012 som främlingsfientligt och att det även ger uttryck för en etnopluralistisk hållning.
Partiet fick sina första mandat i kommunfullmäktige i valet 1991 och passerade riksdagens fyraprocentsspärr i valet 2010 med resultatet 5,7 procent. Efter Riksdagsvalet 2014 blev Sverigedemokraterna Sveriges tredje största riksdagsparti. Övriga riksdagspartier vägrade samarbeta med Sverigedemokraterna fram till 2019 då Moderaterna och Kristdemokraterna öppnade för politiskt samarbete. Även Liberalerna öppnade för samarbete i mars 2021. Sverigedemokraterna stod innan Alliansen upphävdes 2019 utanför blockpolitiken och innan riksdagsvalet 2022 utanför andra koalitioner på riksnivå.

### Grundandet (1988)
Sverigedemokraterna bildades den 6 februari 1988 på ett extrainsatt årsmöte för Sverigepartiet i Stockholm. Närvarande på det grundande mötet var bland andra Leif Zeilon, Sven Davidson och Johan Rinderheim. I Sverigedemokraternas vitbok har partiet beskrivits som en ombildning av Bevara Sverige Svenskt till politiskt parti. Bland de personer som var aktiva vid Sverigedemokraternas grundande hade minst 18 personer av 30 en bakgrund inom BSS. Sverigedemokraterna fortsatte att använda parollen "Bevara Sverige Svenskt" fram till slutet av 1990-talet.
Minst 9 av de 30 personer som var aktiva i att grunda partiet hade en direkt koppling till nazistiska och fascistiska organisationer. Bland dessa märks bland annat Nysvenska rörelsen och Nordiska rikspartiet, där partiets första ordförande Anders Klarström tidigare varit aktiv. En av grundarna till SD Malmö var SS-veteranen Gustaf Ekström. Personer som var aktiva vid grundandet hade även en bakgrund inom populistiska partier som Framstegspartiet och Sverigepartiet. I partiorganet Sverige-Kuriren marknadsfördes böcker av anti-semitiska författare som Jüri Lina, Ivor Benson och Douglas Reed, samt fascistiska politiker som John Tyndall.

### Småparti utanför riksdagen (1988–2010)
När vänsterpartiets ledare Gudrun Schyman förstamajtalade i Kungsträdgården 1993 fanns nynazisten Robert Vesterlund, ordförande för Sverigedemokratisk Ungdom och en tidigare SD-styrelseledamot i publiken beväpnade med en handgranat. En av partiets grundare, Leif Ericsson, lämnade partiet 1994 för att senare bilda Hembygdspartiet. Valet samma år resulterade i stora skulder och många aktiva medlemmar lämnade politiken. Mikael Jansson, som tidigare varit verksam i Centerpartiet, tog över partiledarskapet och började städa upp i partiet. Sverigedemokraterna förbjöd 1996 bomberjackor och uniformsliknande klädsel vid sina möten.
Valåret 1991 fick partiet sina första kommunala mandat i Dals Ed och Höör.
I Europaparlamentsvalet 1999 blev Sverigedemokraterna för första gången i ett val i Sverige det största av partierna utanför riksdagen med 0,33 procent av rösterna. Sverigedemokraterna erhöll i kyrkovalet 2001 två mandat på riksnivå i kyrkomötet och ett mandat i vardera Lunds och Stockholms stiftsfullmäktige. Med anledning av kyrkovalet startades också ett nytt förbund, Fädernas kyrka. Samma år (2001) uteslöt partiledningen flera företrädare ur partiet, vilka då bildade Nationaldemokraterna.
År 2005 valdes Jimmie Åkesson till partiledare för Sverigedemokraterna efter inre stridigheter. Ett år senare bytte Sverigedemokraterna partisymbol. 1990 hade SD via medlemsomröstning valt blomman Förgätmigej som kort därpå ersattes med en hand hållande en fackla i svenska flaggans färger, en symbol som ibland jämförts med brittiska National Fronts tidigare logga. Istället för facklan antog man en blåsippa, vilket ledde till anklagelser om varumärkesintrång från småpartiet Högerpartiet de konservativa. Jimmie Åkesson förklarade bytet av symbol med att partiet genomgått så djupgående förändringar att partiet inte var detsamma som för 10–15 år sedan och att detta måste visas i yttre symboler.
I riksdagsvalet 2006 fick Sverigedemokraterna 2,93 procent av rösterna vilket var en ökning mot valet 2002 (1,44 procent), men under riksdagens fyraprocentsspärr. I Europaparlamentsvalet 2009 fick Sverigedemokraterna 3,27 procent av rösterna vilket inte räckte till något mandat. I kyrkovalet samma år utökade partiet sina mandat från fyra till sju.

### Nytt riksdagsparti (2010–2014)
I riksdagsvalet 2010 fick Sverigedemokraterna, med 5,7 procent av rösterna, 20 av 349 mandat. Samtliga övriga riksdagspartier hade före valet avvisat alla former av samarbete med Sverigedemokraterna.
Sverigedemokraterna var det parti som hade flest politiska avhopp sedan riksdagsvalet 2010, och partiet uteslöt mellan 2010 och 2020 omkring 100 medlemmar, vilket var nästan dubbelt så många som de andra riksdagspartierna tillsammans. Partiet självt förklarade avhoppen med att dess snabba tillväxt gjorde att det inte var lika stabilt som andra partier.
Den 14 november 2012 avsattes Sverigedemokraternas ekonomisk-politiske talesperson Erik Almqvist efter att Expressen avslöjat en filminspelning där Almqvist fäller rasistiska och sexistiska kommentarer.  Den 15 november 2012 presenterade Expressen ytterligare material som visar att Erik Almqvist, Kent Ekeroth och Christian Westling, beväpnar sig med aluminiumrör på stan i Stockholm. Incidenten kom att kallas järnrörsskandalen i många massmedia. Det presenterade materialet föranledde Ekeroth lämna sitt uppdrag som rättspolitisk talesperson samt sitt arbete i riksdagsutskotten. Westling ansåg inledningsvis att han kunde behålla sina politiska uppdrag men valde att avgå den 16 november 2012. Almqvist lämnade sin riksdagspost i februari året därpå.

### Tredje största riksdagsparti (2014–2022)
I riksdagsvalet 2014 fick partiet 12,9 procent av rösterna och 49 mandat, vilket gjorde dem till Sveriges tredje största parti. I enlighet med praxis erhöll Sverigedemokraterna rätten att utse riksdagens andre vice talman, vilken besattes av Björn Söder. Övriga partier valde att inte ta med Sverigedemokraterna i något regeringsunderlag. Sverigedemokraterna valde då att rösta så att regeringens budgetproposition föll (och Alliansens förslag vann), vilket ledde till diskussioner om extraval. Extravalet avvärjdes genom decemberöverenskommelsen mellan regeringen och Alliansen, vilken minskade Sverigedemokraternas möjlighet till inflytande under mandatperioden.
SDU och partiledningen hamnade i konflikt i januari 2015, då William Hahne vann en infekterad strid kring posten som ordförande för SD i Stockholms stad. Under förbundskongressen representerades Hahnes falang av Jessica Ohlson, medan partistyrelsen lyfte fram Tobias Andersson som kandidat. Ohlsson vann omröstningen med 44 röster mot Anderssons 38.  Några dagar efter valet uteslöts Ohlson och övriga medlemmar i förbundsstyrelsen ur Sverigedemokraterna. SD kom härefter att helt ta bort banden till SDU och istället bildades ett helt nytt ungdomsförbund. Detta nya ungdomsförbund fick namnet Ungsvenskarna SDU.
Ett antal personer knutna till det före detta ungdomsförbundet lanserade den 5 mars 2018 det nya partiet Alternativ för Sverige, med Gustav Kasselstrand som partiledare. De sverigedemokratiska riksdagsledamöterna Olle Felten och Jeff Ahl valde senare samma månad att lämna Sverigedemokraterna och i stället ansluta sig till Alternativ för Sverige, och satt kvar som partilösa på sina mandat från förra partiet. Den följande månaden anslöt sig också Sverigedemokraternas tidigare partiledare, riksdagsledamoten Mikael Jansson, till det nya partiet. Henrik Vinge, presschef hos Sverigedemokraterna, beskrev vid lanseringstillfället Alternativ för Sverige i starkt kritiska ordalag, och jämförde det nybildade partiet med Nordiska Motståndsrörelsen.
I riksdagsvalet 2018 fick partiet 17,5 procent och 62 mandat. De stärkte därmed sin ställning som det tredje största partiet i riksdagen. Regeringsbildningen efter detta val blev långdragen och kom till stor del att handla om olika inställningar till Sverigedemokraterna. Partiet gick miste om vice talmansposten, då Vänsterpartiet presenterade en motkandidat som vann riksdagens stöd.
Sverigedemokraterna begärde votering om misstroendeförklaring mot statsråd i Regeringen Löfven I och II vid fem tillfällen mellan 2015 och 2021. De första fyra omröstningarna erhöll inte riksdagens stöd. Den femte misstroendeförklaringen väcktes i juni 2021 efter att Vänsterpartiet meddelat att de saknade förtroende för Stefan Löfven med anledning av januaripartiernas bostadspolitik. Misstroendeförklaringen blev historisk genom att det var första gången en statsminister blev fälld av Sveriges riksdag. Riksdagens misstroende mot statsministern resulterade i regeringskrisen i Sverige 2021.
Första gången som Sverigedemokraterna medverkade i statsbudgetsamtal med Moderaterna och Kristdemokraterna var hösten 2021. Budgeten antogs av riksdagen och regeringen Andersson tvingades regera med oppositionens budget som grund.

### Regeringsunderlag (2022–)
I riksdagsvalet 2022 blev Sverigedemokraterna Sveriges näst största parti, med 20.5 procent av rösterna och 73 mandat. De blev sedermera även det största partiet i moderatledaren Ulf Kristerssons regeringsunderlag. Partiet fick direkt regeringsinflytande genom ett nära samarbete med de tre regeringspartierna Moderaterna, Kristdemokraterna och Liberalerna. Samarbetet formaliserades genom undertecknandet av Tidöavtalet, som anses ha inneburit en stor sakpolitisk framgång för Sverigedemokraterna. Således hade övriga partiers isolering av partiet i varje fall delvis brutits varefter Sverigedemokrater för första gången också accepterades som presidiemedlemmar i utskott och internationella delegationer. Riksdagen valde återigen en Sverigedemokrat som andre vice talman (Julia Kronlid). För första gången blev också en Sverigedemokrat utsedd som statlig utredare: Staffan Eklöf.

### Trollfabrik
I maj 2024 avslöjade TV4:s samhällsmagasin Kalla Fakta att Sverigedemokraterna drev en så kallad trollfabrik, som stod bakom 23 ej öppet SD-kopplade Youtube-, Instagram-, TikTok- och Facebook-konton. Partiet hade fram till dess förnekat att man drev anonyma konton. Kontona hade namn såsom "Vita Kränkta Kvinnor" och "Politiskt Inkorrekt", och användes för att gå till angrepp mot andra politiker (även i samarbetspartier) och för att sprida främlingsfientliga budskap. Jimmie Åkesson var starkt kritisk till massmedias rapportering om trollfabriken och sa om reportaget: "Den värsta propagandaministern i Nazityskland skulle nog vara stolt över det här propagandamästerverket".

## Organisation

### Partisymbol

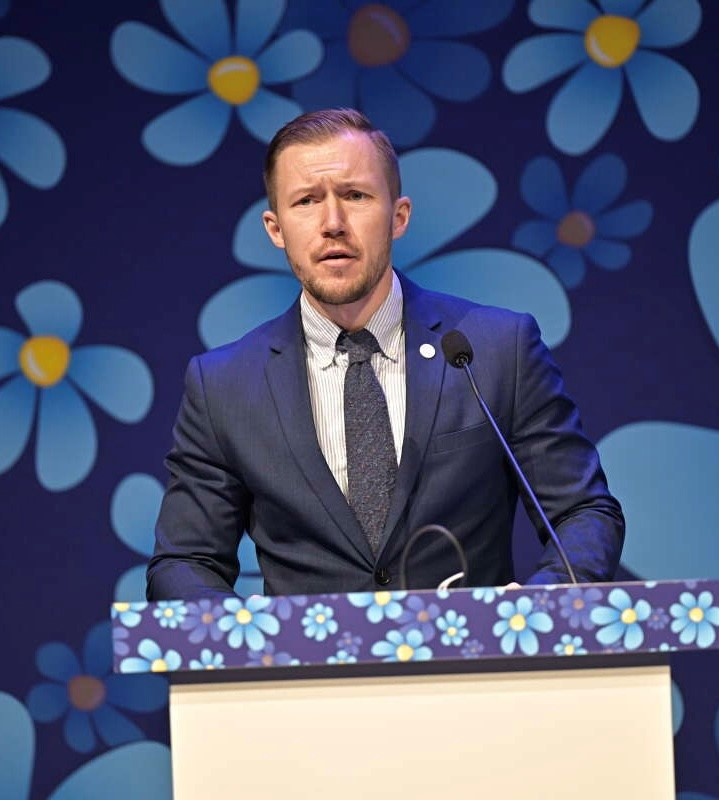
Sverigedemokraternas partiblomma framför och bakom riksdagsledamoten Pontus Andersson Garpvall.

Som partisymbol har Sverigedemokraterna en tecknad blåsippa med blå kronblad runt en gul mitt.

### Medlemmar
Partiet hade 4 094 medlemmar den 31 december 2009.
I december 2020 hade de 33 200 medlemmar, vilket gör dem till tredje största parti i Sverige sett till antal medlemmar  och 35 800 år 2023.

### Lokala avdelningar
Sverigedemokraterna är uppbyggt av 16 distrikt. Varje distrikt består av ett antal kommunföreningar, som kan omfatta en eller flera kommuner. I kommuner som inte täcks av en kommunförening finns i stället arbetsgrupper.

### Partiledare
| Leif Ericsson och Johnny Berg          | 1988–1989  |
| Ola Sundberg och Anders Klarström      | 1989–1990  |
| Anders Klarström och Madeleine Larsson | 1990–1992  |
| Anders Klarström                       | 1992–1995  |
| Mikael Jansson                         | 1995–2005  |
| Jimmie Åkesson                         | sedan 2005 |

Under Jimmie Åkessons sjukskrivning hösten 2014 till våren 2015 vikarierade gruppledaren Mattias Karlsson som partiledare.

### Partisekreterare
| Jakob Eriksson              | 1998–2001  |
| Jimmy Windeskog             | 2001–2003  |
| Torbjörn Kastell            | 2003–2004  |
| Jan Milld                   | 2004–2005  |
| David Lång                  | 2005       |
| Björn Söder                 | 2005–2015  |
| Richard Jomshof             | 2015–2022  |
| Mattias Bäckström Johansson | sedan 2022 |

### Partistyrelse
Huvudartikel: Sverigedemokraternas partistyrelse, som även listar tidigare års partistyrelser
Sverigedemokraternas partistyrelse väljs vartannat år vid partiets stämma, kallad landsdagarna, som hålls på udda år under perioden mellan den 1 september och den 30 november. Partistyrelsen, som för två år valdes i Västerås på Sverigedemokraternas landsdagar (tidigare användes benämningen riksårsmöte) i november 2023, följer enligt nedan.
- Partiordförande: Jimmie Åkesson
- Vice ordförande: Henrik Vinge
- Andre vice ordförande: Linda Lindberg
- Partisekreterare: Mattias Bäckström Johansson
- Biträdande partisekreterare Fredrik Lindahl
- Partikassör Bo Broman
- Internationell sekreterare: Mattias Karlsson

#### Ledamöter
- Mattias Bäckström Johansson
- Fredrik Lindahl
- Richard Jomshof
- Julia Kronlid
- Andrea Kronvall
- Oscar Sjöstedt
- Tobias Andersson
- Hanna Nilsson
- Martin Kinnunen
- Kristian Silbvers
- Bo Broman
- Mattias Karlsson
- Jessica Stegrud
- Roger Hedlund
- Aron Emilsson
- Magnus Olsson

#### Suppleanter
- 1. Kent Kumpula
- 2. Marianna Sandström
- 3. Dennis Dioukarev
- 4. Katja Nyberg
- 5. Robin Lennartsson
- 6. Louise Skaarnes
- 7. Elin Jensen
- 8. Zandra Pettersson
- 9. Ludvig Andersson
- 10. Pernilla Wikelund

### Företrädare i Sveriges riksdag

#### Gruppledare i riksdagen
| Björn Söder      | 2010–2014  |
| Mattias Karlsson | 2014–2019  |
| Henrik Vinge     | 2019–2023  |
| Linda Lindberg   | sedan 2023 |

#### Vice gruppledare i riksdagen
| Mattias Karlsson            | 2010–2014  |
| Per Ramhorn                 | 2014–2019  |
| Henrik Vinge                | 2019       |
| Mattias Bäckström Johansson | 2019–2022  |
| Linda Lindberg              | 2022–2023  |
| Michael Rubbestad           | sedan 2023 |

#### Utskottsordföranden
Följande personer kom 2022 att bli Sverigedemokraternas första utskottsordföranden:
- Richard Jomshof, justitieutskottet
- Aron Emilsson, utrikesutskottet
- Magnus Persson, arbetsmarknadsutskottet
- Tobias Andersson, näringsutskottet

#### Riksdagens delegationsledare
Följande personer kom att bli Sverigedemokraternas första delegationsledare:
- Markus Wiechel, svenska delegationen till Europarådets parlamentariska församling
- Björn Söder, OSSE-delegationen
- Staffan Eklöf, Riksdagens delegation till parlamentariska Östersjökonferensen
- Adam Marttinen, delegationen till den gemensamma parlamentariska kontrollgruppen för Europol

### Finanser
Fördelning av Sverigedemokraternas intäkter 2023
|  | Försäljning och lotterier (0 %) |

|  | Offentligt stöd (75 %) |

|  | Övrigt (1 %) |

|  | Medlemsavgifter (2 %) |

|  | Bidrag (22 %) |

Sedan 2019 redovisar politiska partier årligen sina intäkter över en viss nivå till Kammarkollegiet. Sverigedemokraternas  redovisade intäkter för 2023 var totalt 129 137 093 kr. I redovisningen av punkten "Bidrag" ingår bidrag från såväl privatpersoner (ca 42 500 kr) som från partiets lokalavdelningar (ca 27 miljoner kr), SKR (ca 630 000 kr), Nordiska rådet (ca 309 000 kr) samt Svenska kyrkans partistöd (360 000 kr).

#### Partikassör
| Bo Broman | 2019– |

## Samverkande organisationer

### Ungdomar
- Ungsvenskarna SDU - Sverigedemokraternas ungdomsförbund.

Sverigedemokraterna bröt med sitt tidigare ungdomsförbund Sverigedemokratisk Ungdom 12 september 2015 efter valet av Jessica Ohlson som ny ordförande. Det nya ungdomsförbundet har till skillnad från det tidigare SDU och de andra partiernas ungdomsförbund inte demokratiskt valda företrädare, utan Ungsvenskarnas styrande förbundskongress utses av Sverigedemokraternas partiledning. I december 2023 öppnade partiledningen åter för att framöver skilja ungdomsförbundet från moderpartiets direkta styrning.

### Kvinnor
- SD-kvinnor - Sverigedemokraternas kvinnoförbund

### Kristna
- Sverigedemokraterna – Fädernas kyrka - Partiets kyrkopolitiska organ, startat efter kyrkovalet 2001.

### Säkerhetsorganisation
Sverigedemokraterna byggde sedan valet 2010 upp en egen säkerhetsorganisation med en säkerhetschef och en deltidsarbetande tillförordnad chef på riksplanet. I distrikten finns det sedan säkerhetssamordnare och säkerhetskommunikatörer. Alla medlemmar uppmanas att rapportera incidenter till säkerhetsenheten. Organisationen består av cirka 60 personer.
Enligt Brottsförebyggande rådets rapport Politikernas trygghetsundersökning 2012 uppgav varannan sverigedemokrat i fullmäktige att de utsatts för trakasserier, hot eller våld; det är ungefär dubbelt så mycket som bland övriga partier. Sverigedemokraterna polisanmälde 95 händelser 2012.
Organisationen bevakar även så att partiets egna medlemmar inte läcker uppgifter till pressen via mail genom att kolla e-postloggar.

### Media
En rad alternativa medier som har kategoriserats som invandringskritiska eller högerinriktade, ofta i form av bloggar och nätbaserade tidskrifter som delas flitigt på sociala medier, är av stor betydelse för partiets opinionsbildning. I en granskning av Sverigedemokraternas kommunikation presenterad 25 november 2015 skriver Expressen om hur partiet använder flera förtäckta nätkanaler på sociala medier och hemsidor parallellt med det öppna kampanjarbetet för att anonymt kunna sprida sitt budskap, exempelvis på Facebook där invandring och mångkultur kopplas samman med brottslighet. Kommunikationschef Joakim Wallerstein bekräftade för Expressen att Sverigedemokraterna "jobbar med olika varumärken helt enkelt" för att lättare komma ut med sitt budskap. Enligt Medieakademins Maktbarometer var Sverigedemokraterna femte mäktigast på sociala medier i Sverige år 2021.   
Den 22 mars 2017 presenterade Expressen en granskning av hur sverigedemokratiska riksdagsmän tillsänt hatsajter material i hemlighet, såsom kartläggningar av politiska motståndare, uthängningar av kritiker och spekulationer om misstänkta brottslingar. Exempelvis försåg riksdagsledamoten Josef Fransson (SD) Avpixlat med information om en regional LRF-ordförande som resulterade i att Avpixlat publicerade en artikel om ordföranden som djurplågare och kvinnomisshandlare trots att han hade frikänts från anklagelserna i flera instanser.
sdwebbtv: Partiets kanal på Youtube är sdwebbtv. 
SD-Kuriren: Sverigedemokraterna ger ut tidningen SD-Kuriren som är partiets officiella organ och medlemstidning (sedan 2003). Tidskriften utkommer 4–6 gånger per år och ges ut från Lund. Ansvarig utgivare är Richard Jomshof, som från och med 1999 också var chefredaktör men efterträddes på den posten 2009 av Tommy Hansson. Nästa chefredaktör var Paula Bieler som tillträdde 1 juli 2013 men som sedermera lämnat alla politika uppdrag i SD år 2020.
SD-bulletinen: Tidigare intern medlemstidning som lades ner år 2012.
Samtiden: Sverigedemokraterna ger ut webbtidningen Samtiden. Tidningen började komma ut i slutet av maj 2014. Till chefredaktör och ansvarig utgivare vid starten utsågs Jan Sjunnesson. Han efterträddes som ansvarig utgivare av Markus Jonsson. Sedan 2016 är Dick Erixon ansvarig utgivare och chefredaktör.
Samhällsnytt, f.d. Avpixlat:
Partiet kopplades samman med bloggen Avpixlat då Kent Ekeroth upplåtit sitt bankkonto för donationer till sajten och även haft synpunkter på det redaktionella innehållet men partiledningen ser inget problem med att Ekeroth är med och styr arbetet på Avpixlat. Tidigare uttalade Jimmie Åkesson att det var problematiskt att partiet förknippas med sajten och att partiet saknar kontroll över denna. Avpixlat fick sin förste ansvarige utgivare, Mats Dagerlind, i maj 2014. Hösten 2015 avslöjade Expressen att Sverigedemokraternas gruppledare i Riksdagen, Mattias Karlsson, skrivit anonyma artiklar för Avpixlat. Karlsson motiverade valet av anonymitet med att han visste för lite om vilka som låg bakom sajten. Samhällsnytt är sedan 2017 en efterföljare till Avpixlat, eftersom den drivs av samma ideella förening, Föreningen för sverigevänliga intressen, och genom att nyckelpersoner som Kent Ekeroth ligger bakom både Avpixlat och Samhällsnytt.
Dispatch International: I slutet av 2012 distribuerade Sverigedemokraterna ett nummer av tidningen Dispatch International till samtliga sina medlemmar, vilket väckte starka reaktioner eftersom tidningen beskrivs som rasistisk och islamfientlig. Beslutet att distribuera ett nummer av tidningen togs av SD-kurirens ansvariga utgivare Richard Jomshof som försvarade beslutet med att tidningen har en viktig roll i samhällsdebatten eftersom den diskuterar islam på ett sätt andra inte gör.
Nyheter Idag: I en granskning gjord av Expressen 2017 framgick att Kent Ekeroth registrerade domänen Nyheter Idag och att partiet hade betalat Nyheter Idag för att publicera negativa nyheter om den gamla SDU-ledningen som låg i linje med partiets uppfattning tiden innan brytningen mellan partiet och ungdomsförbundet. Tidningens chefredaktör Chang Frick sade att tidningen opinionsmässigt är positiv till SD och föreslog ett upplägg för pressekreteraren Martin Kinnunen att odla en bild av oberoende mellan SD och Nyheter Idag. Kinnunen uttryckte skepsis till idén. Frick svarade att syftet inte var att sänka eller skada partiet, men istället utföra normal granskning.
Riks: Sverigedemokraterna lanserade år 2020 mediekanalen Riks. Kanalen publicerar videoklipp på Youtube. 
Partiet sänder också närradio.

### Internationella samarbeten
Våren 1997 deltog Sverigedemokraternas Johan Rinderheim i den konferens i Strasbourg då nätverket Euronat grundades på initiativ av Nationella fronten. Rinderheim skrev på den gemensamma deklarationen, där medlemmarna bland annat uttryckte sin strävan efter ett "återfött" Europa som skulle "byggas upp med de europeiska nationer som är baserade på civilisationer med rötter i grekiska, keltiska, germanska, latinska och kristna traditioner”. Euronat nämndes också av Torbjörn Kastell i ett tal till Fosterländska Folkförbundet (IKL) i Hyvinge, Finland 27 juli 1997 som en förebild för de nordiska nationalistpartiernas samorganisation Nord-Nat. Nord-Nat, till vilket SD var primära initiativtagare, var ett nätverk där SD samarbetade med partierna Nationalpartiet Danmark, Fosterländska folkförbundet och Fedrelandspartiet. SD lämnade båda nätverken kring millennieskiftet.
Kring 2000-talet hade Sverigedemokraterna franska Nationella fronten som förebild, men framhåller numera[när?] det danska partiet Dansk Folkeparti som sin främsta utländska förebild, och har länge sökt ökade kontakter med partiet. Företrädare för Dansk folkeparti förhöll sig länge kallsinniga till ökade kontakter, men efter Sverigedemokraternas framgångar i samband med valet 2010 har ett allt tätare samarbete inletts. DF:s dåvarande partiledare Pia Kjærsgaard besökte under valrörelsen Sverigedemokraternas valmöte i Höganäs och partiets valvaka gästades av den framträdande Dansk Folkeparti-politikern Søren Espersen. Efter valet inledde också partiernas ungdomsförbund ett officiellt samarbete.
Sverigedemokraternas före detta partisekreterare Björn Söder sade i en artikel publicerad i Svenska Dagbladet 13 november 2010 att Sverigedemokraterna då enbart ville ha ett samarbete med Dansk folkeparti och inte ville ha något närmare samröre med andra utländska partier. Söder beskrev i samband med detta bland annat det norska Fremskrittspartiet som ett "ultraliberalistiskt parti".
I internationell och svensk media rapporterades det om att Sverigedemokraterna inför Europaparlamentsvalet 2014, tillsammans med nationalistiska högerpartier som franska Nationella fronten, belgiska Vlaams Belang, österrikiska FPÖ, nederländska Partij voor de Vrijheid, enades om en politisk plattform. Linus Bylund, pressekreterare för Sverigedemokraterna, sa att kampanjerna skulle bli nationellt betonade, något även Philip Claeys från Vlaams Belang instämde i: "En enda gemensam högerextrem kampanj blir det inte. Men vi kan lära av varandra och cirkulera goda idéer."
Sveriges Radio rapporterade att målet var att högerextrema partier ska skapa en gemensam partigrupp i Europaparlamentet. Sverigedemokraterna menade dock att någon överenskommelse ännu inte fanns, utan att förutsättningslösa samtal fördes och att bland annat Nationella fronten var en intressant samarbetspartner. Dansk Folkeparti reagerade och varnade Sverigedemokraterna för att inleda ett sådant samarbete med hänsyn till att det skulle kunna försämra partiets förmåga att vinna väljare i valet till Sveriges riksdag 2014. Dansk Folkeparti hotade även att överge samarbetet med Sverigedemokraterna om ett fördjupat samarbete med Nationella fronten inleddes.
Den 18 juni 2014 meddelade Sverigedemokraterna att de har anslutit sig till EU-parlamentsgruppen Gruppen Frihet och direktdemokrati i Europa (EFDD). I juli 2018 har partiet bytt till Gruppen Europeiska konservativa och reformister (ECR).

## Valresultat
Mandaten i denna statistik utgör valresultatet och kan ändra sig under mandatperioderna på grund av politiska vildar eller tomma stolar.

### Riksdagsval
Sverigedemokraterna har sitt starkaste stöd i Sydsverige. I riksdagsvalet 2022 fick de störst andel röster i norra och östra Skåne (32,2 procent), västra Skåne (28,7 procent) och Blekinge (28,5 procent). Svagast stöd har partiet i de tre storstadskommunerna, Stockholm (10,7 procent), Göteborg (14,7 procent) och Malmö (16,4 procent), samt i Västerbotten (14,5 procent) och Gotland (15,7 procent).
| År   | Röster    | Röstandel | Förändring röstandel (procentenh.) | Mandat    | Förändring mandat | Ref     |
| ---- | --------- | --------- | ---------------------------------- | --------- | ----------------- | ------- |
| 1988 | 1 118     | 0,02 %    |                                    | 0 av 349  |                   | [ 236 ] |
| 1991 | 4 887     | 0,09 %    | 0,07                               | 0 av 349  | 0                 | [ 236 ] |
| 1994 | 13 954    | 0,25 %    | 0,16                               | 0 av 349  | 0                 | [ 236 ] |
| 1998 | 19 624    | 0,37 %    | 0,12                               | 0 av 349  | 0                 | [ 237 ] |
| 2002 | 76 300    | 1,44 %    | 1,07                               | 0 av 349  | 0                 | [ 238 ] |
| 2006 | 162 463   | 2,93 %    | 1,49                               | 0 av 349  | 0                 | [ 148 ] |
| 2010 | 339 610   | 5,70 %    | 2,77                               | 20 av 349 | 20                | [ 151 ] |
| 2014 | 801 178   | 12,86 %   | 7,16                               | 49 av 349 | 29                | [ 239 ] |
| 2018 | 1 135 627 | 17,53 %   | 4,68                               | 62 av 349 | 13                | [ 6 ]   |
| 2022 | 1 330 325 | 20,54 %   | 3,01                               | 73 av 349 | 11                | [ 240 ] |

#### Resultat i riksdagsval per kommun

Resultat i riksdagsvalet 2022 på kommunnivå

2002
2006
2010
2014
2018

### Landstingsval
| År   | Röster  | Röstandel | Förändring röstandel (procentenh.) | Mandat       | Förändring mandat | Ref             |
| ---- | ------- | --------- | ---------------------------------- | ------------ | ----------------- | --------------- |
| 1988 |         |           |                                    | 0            |                   |                 |
| 1991 |         |           |                                    | 0            | 0                 |                 |
| 1994 |         |           |                                    | 0            | 0                 |                 |
| 1998 |         |           |                                    | 0            | 0                 |                 |
| 2002 | 29 511  |           |                                    | 0 av 1 656   | 0                 | [ 241 ]         |
| 2006 | 149 891 | 2,77 %    |                                    | 16           | 16                | [ 236 ] [ 242 ] |
| 2010 | 266 307 | 4,58 %    | 1,81                               | 68 av 1 662  | 52                | [ 243 ]         |
| 2014 | 561 611 | 9,14 %    | 4,56                               | 161 av 1 678 | 93                | [ 244 ]         |
| 2018 | 828 220 | 12,86 %   | 3,72                               | 224 av 1 696 | 63                | [ 245 ]         |
| 2022 | 958 137 | 14,94 %   | 2,08                               | 275 av 1 720 | 51                | [ 7 ] [ 8 ]     |

### Kommunalval
| År   | Röster  | Röstandel | Förändring röstandel (procentenh.) | Mandat          | Förändring mandat | Ref             |
| ---- | ------- | --------- | ---------------------------------- | --------------- | ----------------- | --------------- |
| 1988 |         |           |                                    | 0               |                   |                 |
| 1991 |         |           |                                    | 2               | 2                 | [ 236 ]         |
| 1994 |         |           |                                    | 5               | 3                 | [ 236 ]         |
| 1998 |         |           |                                    | 8               | 3                 | [ 236 ]         |
| 2002 | 47 704  |           |                                    | 49 av 13 274    | 41                | [ 236 ] [ 246 ] |
| 2006 | 159 105 | 2,88 %    |                                    | 281 av 13 092   | 232               | [ 236 ] [ 247 ] |
| 2010 | 290 782 | 4,91 %    | 2,03                               | 612 av 12 978   | 331               | [ 248 ]         |
| 2014 | 581 475 | 9,33 %    | 4,42                               | 1 324 av 12 780 | 712               | [ 249 ]         |
| 2018 | 832 083 | 12,74 %   | 3,41                               | 1 806 av 12 700 | 482               | [ 250 ]         |
| 2022 | 945 258 | 14,55 %   | 1,81                               | 2 091 av 12 614 | 285               | [ 7 ] [ 8 ]     |

### Kyrkoval
Partiet är också en nomineringsgrupp i Svenska kyrkan, och är sedan 2001 invalt i kyrkomötet.
| År   | Röster | Röstandel | Förändring röstandel (procentenh.) | Mandat    | Förändring mandat | Ref     |
| ---- | ------ | --------- | ---------------------------------- | --------- | ----------------- | ------- |
| 2001 | 6 922  | 0,83 %    |                                    | 2 av 251  |                   | [ 143 ] |
| 2005 | 11 877 | 1,74 %    | 0,91                               | 4 av 251  | 2                 | [ 252 ] |
| 2009 | 18 815 | 2,86 %    | 1,12                               | 7 av 251  | 3                 | [ 150 ] |
| 2013 | 40 571 | 5,97 %    | 3,11                               | 15 av 251 | 8                 | [ 253 ] |
| 2017 | 89 819 | 9,27 %    | 3,3                                | 24 av 251 | 9                 | [ 254 ] |
| 2021 | 68 941 | 7,79 %    | −1,48                              | 19 av 251 | −5                | [ 255 ] |

### Europaparlamentsval
Sverigedemokraterna blev invalda i Europaparlamentet för första gången i valet 2014, då partiet fick 9,7 procent av rösterna och två mandat. Efter valet anslöt sig partiets Europaparlamentariker till EU-parlamentsgruppen Gruppen Frihet och direktdemokrati i Europa (EFDD). men bytte grupp 2018 till Gruppen Europeiska konservativa och reformister (ECR-gruppen).
| År   | Röster  | Röstandel | Förändring röstandel (procentenh.) | Mandat  | Förändring mandat | Ref     |
| ---- | ------- | --------- | ---------------------------------- | ------- | ----------------- | ------- |
| 1999 | 8 568   | 0,33 %    |                                    | 0 av 22 |                   | [ 142 ] |
| 2004 | 28 303  | 1,13 %    | 0,8                                | 0 av 19 | 0                 | [ 256 ] |
| 2009 | 103 584 | 3,27 %    | 2,14                               | 0 av 18 | 0                 | [ 149 ] |
| 2014 | 359 248 | 9,67 %    | 6,4                                | 2 av 20 | 2                 | [ 257 ] |
| 2019 | 636 877 | 15,34 %   | 5,67                               | 3 av 20 | 1                 | [ 258 ] |
| 2024 | 552 920 | 13,17 %   | −2,17                              | 3 av 21 | 0                 | [ 9 ]   |